# 錢檟
錢檟（1554年—？），字仲美，號岳陽，浙江紹興府會稽縣民籍、山陰縣人，明朝官员。

## 生平
萬曆七年（1579年）己卯科浙江鄉試第五十名，萬曆八年（1580年）庚辰科會試第二百五十二名，登三甲第二十四名進士。大理寺觀政，本年授南昌府学教授，十年充應天乡试同考官，本年升国子监助教，十五年升监丞，十六年升工部主事，二十年升员外郎，二十一年升郎中，本年升袁州知府，丁憂归乡。二十五年起补池州知府，二十九年五月升江西提学副使，三十二年升本省右参政，三十五年丁憂归乡。三十九年起升江西按察使。

## 家族
曾祖錢奎；祖父錢文昂；父錢唐。母孫氏。